# Кузнецова Тамара Володимирівна
Тамара Володимирівна Кузнецова (1914, місто Санкт-Петербург, тепер Російська Федерація — ?) — радянська діячка, слюсар-лекальник Новосибірського інструментального заводу Новосибірської області. Депутат Верховної ради СРСР 2-го скликання.

## Біографія
Народилася в родині робітників. Батько працював токарем на військовому заводі в Петрограді. Закінчила школ фабрично-заводського учнівства, здобула спеціальність слюсаря-лекальника.
З 1930-х років працювала слюсарем-лекальником на ленінградському військовому заводі. На початку німецько-радянської війни була евакуйована до Новосибірська.
З 1942 року — слюсар-лекальник Новосибірського інструментального заводу імені Воскова. Ударник праці, виконувала десять денних норм.
Подальша доля невідома.

## Нагороди
- медалі